# Nuoto ai XIX Giochi asiatici - 1500 metri stile libero femminili
La gara dei 1 500 metri stile libero femminili di nuoto ai XIX Giochi asiatici si è svolta il 24 settembre 2023, durante i XIX Giochi asiatici, presso l'Hangzhou Olympic Sports Expo Center.

## Podio
| Pos.    | Atleta          | Nazione  |
| ------- | --------------- | -------- |
| Oro     | Li Bingjie      | Cina     |
| Argento | Gao Weizhong    | Cina     |
| Bronzo  | Yukimi Moriyama | Giappone |

## Record
Prima della manifestazione il record del mondo (RM), il record asiatico (AS) e il record dei giochi (RC) erano i seguenti.
|  | 15'20"48 | Katie Ledecky  | 16 maggio 2018 Indianapolis |
|  | 15'41"49 | Wang Jianjiahe | 26 luglio 2021 Tokyo        |
|  | 15'53"68 | Wang Jianjiahe | 19 agosto 2018 Giacarta     |

Durante la competizione è stato migliorato il seguente record:
|  | 15'51"18 | Li Bingjie |

## Programma
| Data              | Ora (UTC+8) | Turno           |
| ----------------- | ----------- | --------------- |
| 24 settembre 2024 | 10:28       | Batteria lenta  |
| 24 settembre 2024 | 19:45       | Batteria veloce |

## Risultati
| Pos. | Batteria | Corsia | Atleta          | Nazionalità   | Tempo    | Note |
| ---- | -------- | ------ | --------------- | ------------- | -------- | ---- |
|      | 2        | 4      | Li Bingjie      | Cina          | 15'51"18 |      |
|      | 2        | 5      | Gao Weizhong    | Cina          | 16'05"73 |      |
|      | 2        | 3      | Yukimi Moriyama | Giappone      | 16'17"78 |      |
| 4    | 2        | 2      | Gan Ching Hwee  | Singapore     | 16'24"67 |      |
| 5    | 2        | 7      | Han Da-kyung    | Corea del Sud | 16'37"34 |      |
| 6    | 2        | 6      | Miyu Namba      | Giappone      | 16'41"80 |      |
| 7    | 1        | 5      | Nikita Lam      | Hong Kong     | 17'12"74 |      |
| 8    | 2        | 1      | Võ Thị Mỹ Tiên  | Vietnam       | 17'18"89 |      |
| 9    | 1        | 4      | Nip Tsz Yin     | Hong Kong     | 17'27"98 |      |
| 10   | 1        | 3      | Anna Nikishkina | Kirghizistan  | 18'45"25 |      |